# Jullie (cantante)
Juliana Jullie Vasconcelos (Vila Velha, 16 de abril de 1988) es una cantante, compositora, presentadora, actriz de voz y actriz brasileña.
Aunque no nació en una familia de artistas, Jullie alimentó desde la infancia el sueño de ser famosa. A los cuatro años, junto con su prima Aline, empezó a hacer pequeñas presentaciones los fines de semana en la concha acústica del Parque Moscoso, en Vitoria (estado de Espírito Santo), su ciudad natal.
Según ella, la primera canción que cantó fue «Teu olhar» (‘tu mirada’), de la cantante sertaneja Sula Miranda. A los cinco años de edad, Juliana empezó a hacer comerciales de televisión, además de trabajar como modelo infantil y como reportera del programa de televisión Escola mágica (que presentaba Milson Henriques en el canal Capixaba, filial del canal Band. En esos años grababa jingles para campañas políticas con Carlos Papel y actuaba en eventos y festivales.
Su familia se mudó a San Pablo para que Jullie pudiera trabajar en la televisión.
En 1998, a los diez años de edad, conoció al músico Hilton Assunção, que le presentó a Marlene Mattos, la directora de la Rede Globo, quien invitó a Juliana a participar en el año 2000 en el programa Xuxa Park.

Eu tive amigos na escola, brinquei como uma menina normal. Mas não era muito de descer para o playground ou a rua: sempre fui mais o tipo estudiosa. Nunca a moleca, que jogava bola e dormia direto na casa das amigas. A palavra que associo imediatamente à experiência como profissional mirim é «disciplina».
Yo tenía amigos en la escuela, jugaba como una niña normal. Pero no era muy de bajar al patio o a la calle: siempre fui más del tipo estudiosa. Nunca una chica poco femenina que jugó fútbol y dormía directamente en la casa de las amigas. La palabra que se asocio inmediatamente con la experiencia como profesional infantil es «disciplina».
Jullie

Inmediatamente después participó en el concurso «Cantando no Chuveiro» (‘cantando bajo la ducha’), en el programa Gente inocente, y lo venció. Después pasó a formar parte del equipo de ese programa.
En 2002 participó en el programa Criança esperança (‘niño esperanza’), donde cantó y bailó en un homenaje a Renato Aragão.
En 2004 comenzó a trabajar como actriz, y en la película Mais uma vez amor (‘amor una vez más’, de Rosane Svartman) representó a la protagonista Lía cuando era joven.
También participó en la serie Malhação ID y grabó canciones de la muñeca Barbie en Barbie y el castillo de diamantes.
En 2005 fue invitada a grabar su primera banda sonora, la canción «Fadinha Tambelina» para la serie de televisión Sitio do Pica-pau Amarelo (‘la quinta del benteveo amarillo’, de Monteiro Lobato).
En el mismo año comenzó a trabajar como actriz de voz, dándole vida a los personajes como Blair Waldorf en Gossip girl, y Katie en Ilha dos desafíos (Total drama island).
En 2008, después de enviar demos a varias empresas discográficas, consiguió un contrato con Walt Disney Records y Deckdisc, que le pidieron que ―para adaptarse a una imagen más moderna― cambiara su nombre Juliana por el nombre artístico «Jullie».

## Primer álbum y éxito
El 13 de junio de 2009 Jullie lanzó su primer sencillo, la canción «Alice», en estilo pop rock brasileño. Entró en la lista Hot 100 Brasil.
El 10 de septiembre de 2009 la discográfica lanzó el primer álbum de Jullie, titulado Hey!. Su sonido tiene influencias de cantantes como Lily Allen, Madonna, Alanis Morissette, y principalmente Katy Perry. Las letras ―escritas por ella, Sabrina Sanm y Liah― poseen una postura feminista.
El álbum tuvo mucho éxito con el público joven.
En agosto de 2009, la cantante presentó los Meus Prêmios Nick ―la versión brasileña de los Nickelodeon Kids’ Choice Awards (premios para jóvenes relacionados con la música y la televisión)―.
En octubre de 2009 pasó a presentar el programa Plantão Mix TV, que presenta videoclips de música.

## Segundo sencillo
El 5 de noviembre de 2009 lanzó su segundo sencillo, Hey!, que recibió críticas negativas de los críticos, pero cuyo clip de video ―inspirado en el video musical Just dance de Lady Gaga― tuvo buenas críticas en canales como MTV y Mix TV.
En 2009, Jullie realizó por MySpace una selección para elegir a los músicos que la acompañarían en sus giras. Fueron elegidos Thiago Vinciprova y Felipe Bade (guitarras), Márcio Lugó (bajo) y Diego Andrade (batería).
Poco después de la selección, tras los primeros ensayos presentó un espectáculo en Canecão ―un local de espectáculos en Río de Janeiro―, en el evento Sunset Rock, junto a bandas como Catch Side y Strike.
En 2009, Jullie también cantó «A festa é sua» (‘la fiesta es tuya’), la canción de fin de año de la Red Globo.
El 10 de febrero de 2010 grabó la canción «Tudo pode mudar» (‘todo puede cambiar’), del Grupo Metrô, que fue parte de la banda sonora de la serie Malhação ID. El 5 de marzo de 2010, Jullie hizo una presentación con su webcam a través de Twitter, en el estudio Cento e Um, cantando sus canciones y cóvers como «I kissed a girl» (de Katy Perry) y «Paparazzi» (de Lady Gaga).
El 13 de junio de 2010, la cantante grabó la segunda temporada de la serie Quando toca o sino, del canal Disney Channel, que fue la versión brasileña de As the bell rings (2007-2008), junto con la cantante Demi Lovato, que estaba de gira por Brasil.
El 2 de agosto de 2010 se lanzó el sencillo «Eu não mudaría nada em você» (‘yo no cambiaría nada en ti’), con el cantante estadounidense Joe Jonas, parte de la banda sonora de la película Camp Rock 2: The Final Jam.
El 5 de octubre de 2010, la cantante fue el grupo soporte de Emily Osment, cantante estadounidense que interpreta al personaje de Lily en la serie Hannah Montana, en el canal Disney Channel.11
Al mes siguiente (6 de noviembre de 2010), Jullie cantó junto a los Jonas Brothers en Río de Janeiro.
En 2011 fue invitada a formar parte del elenco de la segunda temporada de Quando toca o sino, de Disney Channel, un año después de hacer un cameo en la serie.
El 10 de agosto de 2011 lanzó el tercer y último sencillo de su primer álbum, la canción «Despertar», que tenía un clip de video grabado dentro de la propia serie.
El 14 de febrero de 2012 lanzó su primer sencillo en inglés, «After all», con el diyéi brasileño Filipe Guerra.
El 5 de enero de 2013 se estrenó el musical Tudo por um pop star (‘por una estrella del pop, todo’), basado en el libro de Thalita Rebouças, en el que fue una de las protagonistas.

## Discografía

### Álbumes
- 2009: Hey!, que vendió 10 000 copias.

### EP
- 2009: Sem olhar pra trás.

## Voces en brasileño
- Tinker Bell: Tinker Bell
- Los Súper Números: Tres
- Gossip Girl: Blair Waldorf
- ¡Buena suerte, Charlie!: Teddy Duncan
- Rosita Fresita: Rosita Fresita
- Los pitufos: Pitufina
- The Loud House: Leni Loud
- Trolls: Poppy

## Videografía

### Trabajos en televisión
| Año  | Título                 | Personaje    | Notas        |
| ---- | ---------------------- | ------------ | ------------ |
| 1999 | Gente inocente         | ella misma   | programa     |
| 2000 | Criança esperança      | ella misma   | programa     |
| 2006 | Floribella             | Ágatha       | telenovela   |
| 2006 | Malhação               | Jane         | telenovela   |
| 2009 | Meus Prêmios Nick 2009 | ella misma   | presentadora |
| 2009 | Plantão Mix TV         | presentadora | Programa     |
| 2011 | Quando toca o sino     | Laila        | serie        |

### Películas
| Año  | Título            | Personaje            |
| ---- | ----------------- | -------------------- |
| 2004 | Mais uma vez amor | Lía cuando era joven |

### Doblajes
| Año                  | Título                                                | Personaje                                 |
| -------------------- | ----------------------------------------------------- | ----------------------------------------- |
| 2007 a la actualidad | Phineas y Ferb                                        | Vanessa                                   |
| 2007 a la actualidad | series del Disney Channel                             | voces adicionales                         |
| 2007                 | Mis amigos Tigger y Pooh                              | Bolota                                    |
| 2007                 | Superbad: É hoje                                      | Nicola                                    |
| 2007 - Atualmente    | Gossip girl                                           | Blair Waldorf                             |
| 2008                 | Barbie y el castillo de diamantes                     | Barbie y Liana (cuando cantan).           |
| 2008                 | Tinker Bell (película)                                | Tinker Bell                               |
| 2008                 | Another Cinderella story                              | Mary Santiago                             |
| 2008                 | Conto do dia das bruxas                               | Laurie                                    |
| 2008                 | Bolt: Super Cão                                       | Intérprete de la música «Latindo pra lua» |
| 2009                 | Wizards of Waverly Place                              | Dafne                                     |
| 2009                 | Barbie y las tres Mosqueteras                         | Aramina                                   |
| 2009                 | Aaron Stone                                           | Emma                                      |
| 2009                 | Ilha dos Desafios                                     | Katie                                     |
| 2009                 | Os Feiticeiros de Waverly Place                       | Chelse                                    |
| 2009                 | Tinker Bell y el tesoro perdido                       | Tinker Bell (Campanita)                   |
| 2009                 | Harry Potter y el misterio del príncipe               | Lilá Brown                                |
| 2010                 | Luces, drama, acción                                  | Katie                                     |
| 2010                 | Rosita Fresita: Aventuras en Tutti Frutti             | Rosita Fresita (Moranguinho)              |
| 2010                 | Isa TK+                                               | Sandra Centeno (Sandy).                   |
| 2010                 | Os Feiticeiros de Waverly Place                       | Julieta Van Heusen                        |
| 2010 a la actualidad | ¡Buena suerte, Charlie!                               | Teddy Duncan                              |
| 2010                 | Starstruck: mi novio es una superestrella             | Jéssica                                   |
| 2010                 | Tinker Bell and the Great Fairy Rescue                | Tinker Bell (Campanita)                   |
| 2010                 | La última canción                                     | Verónica (cantando)                       |
| 2010 a la actualidad | Winx Club                                             | Roxy                                      |
| 2011                 | Drama Total: Turnê Mundial                            | Katie/Bridgette (canción «Eu lamento»).   |
| 2011                 | Peter Punk                                            | Johana                                    |
| 2011                 | Justicia Joven                                        | Artemis                                   |
| 2011                 | Río                                                   | Jade (canción).                           |
| 2011                 | Scream 4                                              | Marnie Cooper                             |
| 2011                 | Agente Especial Oso                                   | Guia Palm                                 |
| 2011                 | Los pitufos                                           | Smurfette                                 |
| 2011                 | Lemonade Mouth                                        | Olivia White                              |
| 2011- presente       | O Show dos Loones Tunes                               | Tina Russo                                |
| 2011                 | Premonição 5                                          | Candence                                  |
| 2011                 | Glee                                                  | Sunshine Corazón                          |
| 2011                 | Barbie em Escola de Princesas                         | Makelia                                   |
| 2011                 | Tinker Bell y las olimpíadas del refugio de las hadas | Tinker Bell (Campanita)                   |
| 2011                 | ¡Buena suerte, Charlie!                               | Teddy Duncan                              |
| 2012                 | Tinker Bell y el secreto de las hadas                 | Tinker Bell (Campanita)                   |
| 2012                 | La invención de Hugo Cabret                           | Isabelle                                  |
| 2012                 | American Pie: el reencuentro                          | Kara                                      |
| 2012                 | Um Geek Encantador                                    | Nicole                                    |
| 2012                 | INimigos de INfância                                  | Savannah                                  |
| 2012                 | Los juegos del hambre                                 | Clove                                     |
| 2012                 | That's My Boy                                         | Jamie                                     |
| 2015                 | Los Padrinos Mágicos                                  | Chloe                                     |